# 印尼副唇魚
印尼副唇魚，為輻鰭魚綱鱸形目隆頭魚亞目隆頭魚科的其中一種，分布於中西太平洋的印尼海域，棲息深度16-40公尺，體長可達7公分，棲息在礫石底質礁坡，生活習性不明。

## 擴展閱讀
維基物種上的相關：印尼副唇魚